# サンエー宮古島シティ
サンエー宮古島シティ（サンエーみやこじまシティ）は、沖縄県宮古島市平良字下里にあるサンエーが運営する総合スーパー（GMS）である。宮古島最大の商業施設。コンセプトは、「ロマンはここから、これからも。」。

## 概要
当初案では、1階部分に食品館と電器館、2階部分に衣料館やテナントを設けた3階建てで、2019年秋の開業を目指していた。しかし、建設費の高騰を理由に2020年には規模を3分の1程度縮小するとともに開業時期を延期するなど、計画が見直されることとなった。
所在地である宮古島市平良は、同社の前身である「折田商店」の創業の地でもある。宮古空港やJTAドーム宮古島に隣接しており、ドームとは駐車場を共有している。
同施設の開業に伴い、2022年5月に近隣の「V21 カママヒルズ食品館」、「和風亭 宮古店」を閉店した。

## 沿革
- 2015（平成27）年8月 - 宮古島市でのGMS出店計画を発表。
- 2020（令和2）年7月15日 - 着工。
- 2022（令和4）
  - 6月17日 - 「宮古島シティ」開業。
  - 7月1日 - サンエーネットスーパー開始。

## フロア構成
（＊印は、島内初出店）

### 1階－食品館と専門店のフロア
- エディオン＊（サンエー直営）
- 大阪王将＊（サンエー直営）
- オンデーズ＊
- マツモトキヨシ＊（サンエー直営）
- ミスタードーナツ
- 無印良品＊（サンエー直営）
- リトルマーメイド＊（サンエー直営）
- 和風亭（サンエー直営）